# Copris pseudobootes
Copris pseudobootes là một loài bọ cánh cứng trong họ Bọ hung (Scarabaeidae).